# Waltersdorf (Meuselwitz)
Waltersdorf ist ein Ortsteil von Meuselwitz im Landkreis Altenburger Land in Thüringen.

## Lage
Waltersdorf liegt südöstlich von Wintersdorf am Rande der fruchtbaren Leipziger Tieflandbucht und im Übergang zum Zeitz-Altenburger Lösshügelland.

## Geschichte
Zwischen 1181 und 1214 wurde das Dorf erstmals urkundlich erwähnt. Dieses Datum wurde auch für Wintersdorf, Gröba, Heukendorf und Lehma im Zehntverzeichnis des Klosters Bosau genannt. Ein Walter war wohl erster Siedler am Platz. Waltersdorf gehörte zum wettinischen Amt Altenburg, welches ab dem 16. Jahrhundert aufgrund mehrerer Teilungen im Lauf seines Bestehens unter der Hoheit folgender Ernestinischer Herzogtümer stand: Herzogtum Sachsen (1554 bis 1572), Herzogtum Sachsen-Weimar (1572 bis 1603), Herzogtum Sachsen-Altenburg (1603 bis 1672), Herzogtum Sachsen-Gotha-Altenburg (1672 bis 1826). Bei der Neuordnung der Ernestinischen Herzogtümer im Jahr 1826 kam der Ort wiederum zum Herzogtum Sachsen-Altenburg. Nach der Verwaltungsreform im Herzogtum gehörte er bezüglich der Verwaltung zum Ostkreis (bis 1900) bzw. zum Landratsamt Altenburg (ab 1900). Juristisch war der Ort seit 1879 dem Amtsgericht Altenburg und seit 1906 dem Amtsgericht Meuselwitz unterstellt. 
1880 gab es 43 Wohnhäuser, zwei Bauern und 22 Handgüter bei 243 Einwohnern. 1888 baute man eine Schule. Um 1905 begann der Kohlebergbau und die Arbeit in den Brikettfabriken. In Waltersdorf, das zum Meuselwitz-Altenburger Braunkohlerevier gehört, wurde die Kohle zunächst südlich des Orts im Tiefbau abgebaut (Altenburger Kohlenwerke Nr. 19, 20, 22 (1865–1958)). Im beginnenden 20. Jahrhundert devastierten die Tagebaue "Marie I (Waltersdorf)" (1908–1935) und "Neubraunshain" (1908–1910) den Westen, Norden und Osten um den Ort bis an die Bebauungsgrenze. 
Waltersdorf gehörte ab 1918 zum Freistaat Sachsen-Altenburg, der 1920 im Land Thüringen aufging. 1922 kam es zum Landkreis Altenburg. Zum 1. Juli 1950 wurde Neubraunshain eingemeindet. Bei der zweiten Kreisreform in der DDR wurden 1952 die bestehenden Länder aufgelöst und die Landkreise neu zugeschnitten. Somit kam der Ort mit dem neu zugeschnittenen Kreis Altenburg an den Bezirk Leipzig. Am 1. Januar 1973 wurde Waltersdorf mit Neubraunshain nach Wintersdorf eingemeindet. In den 1980er Jahren war die Wiederaufnahme des Braunkohleabbaus geplant, welche aber nicht zur Ausführung kam. Dem vorgesehenen „Tagebau Meuselwitz“ zwischen Meuselwitz und Rositz hätte auch ein Teil von Waltersdorf und die Ortslage Neubraunshain weichen müssen. 1990 kam Waltersdorf wieder zu Thüringen. Das Dorf gehörte bis 1994 zum Landkreis Altenburg, seitdem zum Landkreis Altenburger Land. Mit der Eingemeindung von Wintersdorf nach Meuselwitz ist Waltersdorf seit 2007 ein zum Ortsteil Wintersdorf der Stadt Meuselwitz gehöriger Ort.
Nach der Wende begann das Dorferneuerungsprogramm von 2000 bis 2004. Am Ortsausgang Richtung Neubraunshain betreibt die Kriebitzscher Agrargenossenschaft eine Schweinemastanlage. Einen Landwirt und einen Nebenerwerbsbetrieb gibt es wieder. Auch ein Windpark wurde gebaut.